# 毛薹草
毛薹草（学名：Carex lasiocarpa）为莎草科薹草属的植物。分布于欧洲、蒙古、俄罗斯、朝鲜、北美洲以及中国大陆的黑龙江、内蒙古等地，生长于海拔500米的地区，多生长在沼泽或沼泽化草甸，目前尚未由人工引种栽培。